# 伊山鼠屬
伊山鼠屬（学名：Archboldomys），哺乳綱、囓齒目、鼠科的一屬，而與伊山鼠屬（伊山鼠）同科的動物尚有壟鼠屬（埃塞壟鼠）、板齒鼠屬（大板齒鼠）、菲律賓家鼠屬（菲律賓家鼠）、姬鼠屬（日本姬鼠）等之數種哺乳動物。

## 下属物种
本属包括以下物种：
- 吕宋伊山鼠 Archboldomys luzonensis Musser, 1982
- 大伊山鼠 Archboldomys maximus Balete, Rickart, Heaney, Alviola, M.V.Duya, M.R.M.Duya, Sosa & Jansa, 2012